# Eriospermum flavum
Eriospermum flavum är en sparrisväxtart som beskrevs av Pauline Lesley Perry. Eriospermum flavum ingår i släktet Eriospermum och familjen sparrisväxter. Inga underarter finns listade i Catalogue of Life.